# Ельберфельд
Ельберфельд (нім. Elberfeld) — район у місті Вупперталь, земля Північний Рейн-Вестфалія, Німеччина. До 1929 року — окреме місто.

## Населення
Чисельність населення становила: 1816 рік — 21 710 осіб, 1840 рік — 31 514 осіб, 1871 рік — 71 384 особи, 1885 рік — 109 218 осіб, 1895 рік — 139 337 осіб, 1900 рік — 156 927 осіб, 1905 рік — 167 382 особи.

## Історія
У 12 столітті на місці міста був замок баронів фон Ельверфельд, який перебував у ленній залежності від кельнського архиєпископа, згодом — від герцогів Бергів. Через придатні до вибілювання пряжі води місцевої річки Вуппер тут розвинулася обробна промисловість. Його розвитку сприяла континентальна система, яка тимчасово паралізувала англійську конкуренцію. Привілей на вибілювання пряжі було надано у 1532 році. Статус міста Ельберфельд отримав у 1610 році.
У 1815 році, разом з герцогством Берг, місто відійшло до Прусії. Входило до складу Рейнської провінції. У першій декаді 18 століття тут почала розвиватися бавовняна промисловість, у 1775 році — шовкопрядильне виробництво, у 1806 році — ситцевибивальне виробництво. На початку 19 століття, разом із Барменом, великий промисловий центр Німеччини, важливий пункт виробництва бавовняних, шерстяних, шовкових тканин та їх комбінацій. Тут розвивалися прядильна, ткацька, фарбувальна, вибивальна, апретурна промисловість, були хімічні, ливарні та машинобудівні заводи, виробництво вогнетривкої цегли, арматурних виробів, шпалер, діжок та пива. У 1895 році тут налічувалося до 86 тисяч робітників. На околицях виникали нові заселення.
У місті було 7 залізничних вокзалів. З Барменом, Ремшайдом, Кроненберґом та Невігесом існувало електрифіковане залізничне сполучення. У 1901 році вздовж долини річки Вуппер відкрито повітряну електричну залізницю. Торгівля була зосереджена навколо вивезення місцевої продукції та постачанні сировини й напівфабрикатів. Загальний торговельний оборот у 1899—1900 роках становив 1 425 319 тонн та 243 838 голів худоби, постачання становило 1 077 624 тонни та 178 856 голів худоби.
У місті було 9 протестантських церков, 4 католицьких та 1 синагога; ратуша з 79-метровою вежею, заїзд в стилі італійського ренесансу, з виставковими та концертними залами; пам'ятники Вільгельму I, Фрідріху III, Бісмарку, Мольтке, війни 1870—1871 років. З навчальних закладів були гірниче та машинобудівне училища, три реальних училища, два жіночих середніх заклади, учительська жіноча семінарія, 47 початкових училищ тощо.
У 1929 році об'єднане із населеними пунктами Бармен, Кроненберґ, Ронсдорф, Фогвінкель в одне місто — Бармен-Ельберфельд, яке перейменоване у 1930 році на Вупперталь.

## Відомі люди
- Ернст фом Бауер (1896—1945) — німецький воєначальник, генерал-майор вермахту.
- Грета Безель (1908—1947) — німецька медсестра, охоронець табору в Равенсбрюк.
- Курт Беме (1917—1984) — німецький офіцер-підводник, капітан-лейтенант.
- Ґізела Бонн (1909—1996) — німецька журналістка, письменниця.
- Альберт Браншайд (1892—1918) — німецький офіцер-підводник.
- Арно Брекер (1900—1991) — німецький скульптор періоду Третього Рейху.
- Гюнтер Ванд (1912—2002) — німецький диригент.
- Клаус Вебер (1922—?) — німецький військовий інженер.
- Армін Вегнер (1886—1978) — німецький письменник і правозахисник.
- Гайнц Вольфф (1918—?) — німецький офіцер-підводник, капітан-лейтенант.
- Август Фрайгер фон дер Гейдт (1851—1929) — німецький банкір та меценат.
- Айно Генссен (1925—2011) — німецька вчена-ліхенолог.
- Юліус Дорпмюллер (1869—1945) — німецький державний діяч, рейхсміністр шляхів сполучення 1937—1945.
- Вальтер Кауфман (1871—1947) — німецький фізик.
- Вільгельм Кімера (1885—1917) — німецький льотчик-ас.
- Маттіас Кляйнгайстеркамп (1893—1945) — німецький офіцер Ваффен-СС.
- Еріх Кох (1896—1986) — німецький державний діяч, вищий партійний функціонер НСДАП.
- Альфред Ланде (1888—1976) — німецький та американський фізик.
- Юліус Плюккер (1801—1868) — німецький математик і фізик.
- Ернст-Вольфганг Рафе (1917—1990) — німецький офіцер-підводник, капітан-лейтенант.
- Герберт Рунге (1913—1986) — німецький боксер, олімпійський чемпіон 1936 року.
- Вальтер Сімонс (1861—1937) — німецький юрист і політик.
- Горст Тапперт (1923—2008) — німецький актор.
- Горст Вальтер Штайн (1928—2008) — німецький диригент.
- Герман Шмітц (1882—1946) — німецький історик мистецтва.
- Ельза Ласкер-Шюлер (1869—1945) — німецька поетеса та драматург.